# Kevin Curren
Kevin Curren (Durban, 2 de marzo de 1958) es un exjugador de tenis sudafricano nacionalizado estadounidense. En su carrera conquistó 31 torneos ATP y su mejor posición en el ranking de individuales fue N.º 5 en julio de 1985, en el de dobles fue N.º 3 en enero de 1983. También es recordado por haber ganado el US Open de 1982 en dobles.

## Títulos ATP (31; 5+26)

### Individuales (5)
| N.º | Fecha                 | Torneo        | Superficie | Oponente en la final | Resultado      |
| --- | --------------------- | ------------- | ---------- | -------------------- | -------------- |
| 1.  | 6 de abril de 1981    | Johannesburgo | Dura       | Bernard Mitton       | 6-4, 6-4       |
| 2.  | 25 de octubre de 1982 | Colonia       | Dura (i)   | Shlomo Glickstein    | 2-6, 6-2, 6-3  |
| 3.  | 18 de febrero de 1985 | Toronto       | Moqueta    | Anders Järryd        | 7-6(6), 6-3    |
| 4.  | 31 de marzo de 1986   | Atlanta       | Moqueta    | Tim Wilkison         | 7-6(5), 7-6(2) |
| 5.  | 23 de octubre de 1989 | Frankfurt     | Moqueta    | Petr Korda           | 6-2, 7-5       |

#### Finalista (8)
| N.º | Fecha                    | Torneo               | Superficie | Oponente en la final | Resultado                |
| --- | ------------------------ | -------------------- | ---------- | -------------------- | ------------------------ |
| 1.  | 20 de septiembre de 1982 | Los Ángeles          | Moqueta    | Ivan Lendl           | 7-6(5), 7-5, 6-1         |
| 2.  | 18 de octubre de 1982    | Ámsterdam            | Moqueta    | Wojtek Fibak         | 7-5, 3-6, 6-4, 6-3       |
| 3.  | 21 de marzo de 1983      | Milán                | Moqueta    | Ivan Lendl           | 5-7, 6-3, 7-6            |
| 4.  | 26 de noviembre de 1984  | Abierto de Australia | Hierba     | Mats Wilander        | 6-7(5), 6-4, 7-6(3), 6-2 |
| 5.  | 25 de febrero de 1985    | Houston              | Moqueta    | John McEnroe         | 7-5, 6-1, 7-6(4)         |
| 6.  | 24 de junio de 1985      | Wimbledon            | Hierba     | Boris Becker         | 6-3, 6-7(4), 7-6(3), 6-4 |
| 7.  | 6 de octubre de 1986     | Scottsdale           | Dura       | John McEnroe         | 6-3, 3-6, 6-2            |
| 8.  | 8 de agosto de 1988      | Toronto              | Dura       | Ivan Lendl           | 7-6(10), 6-2             |

### Dobles (26)
| N.º | Fecha                    | Torneo        | Superficie    | Pareja        | Oponentes en la final             | Resultado               |
| --- | ------------------------ | ------------- | ------------- | ------------- | --------------------------------- | ----------------------- |
| 1.  | 18 de febrero de 1980    | Denver        | Moqueta       | Steve Denton  | Wojtek Fibak Heinz Günthardt      | 7-5, 6-2                |
| 2.  | 4 de agosto de 1980      | Indianápolis  | Tierra batida | Steve Denton  | Wojtek Fibak Ivan Lendl           | 3-6, 7-6, 6-4           |
| 3.  | 13 de octubre de 1980    | Basel         | Dura (i)      | Steve Denton  | Bob Hewitt Frew McMillan          | 6-7, 6-4, 6-4           |
| 4.  | 19 de enero de 1981      | Monterrey     | Moqueta       | Steve Denton  | Johan Kriek Russell Simpson       | 7-6, 6-3                |
| 5.  | 3 de agosto de 1981      | Indianápolis  | Tierra batida | Steve Denton  | Raúl Ramírez Van Winitsky         | 6-3, 5-7, 7-5           |
| 6.  | 2 de noviembre de 1981   | Estocolmo     | Dura (i)      | Steve Denton  | Sherwood Stewart Ferdi Taygan     | 6-7, 6-4, 6-0           |
| 7.  | 1 de febrero de 1982     | Denver        | Moqueta       | Steve Denton  | Phil Dent Kim Warwick             | 6-4, 6-4                |
| 8.  | 8 de febrero de 1982     | Memphis       | Moqueta       | Steve Denton  | Peter Fleming John McEnroe        | 7-6, 4-6, 6-2           |
| 9.  | 12 de abril de 1982      | Houston       | Tierra batida | Steve Denton  | Mark Edmondson Peter McNamara     | 7-5, 6-4                |
| 10. | 30 de agosto de 1982     | US Open       | Dura          | Steve Denton  | Victor Amaya Hank Pfister         | 6-2, 6-7, 5-7, 6-2, 6-4 |
| 11. | 20 de septiembre de 1982 | Los Ángeles   | Moqueta       | Hank Pfister  | Andy Andrews Drew Gitlin          | 4-6, 6-2, 7-5           |
| 12. | 31 de enero de 1983      | Filadelfia    | Moqueta       | Steve Denton  | Peter Fleming John McEnroe        | 6–4, 7–6                |
| 13. | 14 de marzo de 1983      | Múnich        | Moqueta       | Steve Denton  | Heinz Günthardt Balázs Taróczy    | 6-7, 6-4, 6-4           |
| 14. | 4 de abril de 1983       | Houston       | Tierra batida | Steve Denton  | Mark Dickson Tomáš Šmíd           | 7-6, 6-7, 6-1           |
| 15. | 25 de abril de 1983      | Las Vegas     | Dura          | Steve Denton  | Tracy Delatte Johan Kriek         | 6-3, 7-5                |
| 16. | 12 de marzo de 1984      | Róterdam      | Moqueta       | Wojtek Fibak  | Fritz Buehning Ferdi Taygan       | 6-4, 6-4                |
| 17. | 9 de junio de 1986       | Queen's Club  | Hierba        | Guy Forget    | Darren Cahill Mark Kratzmann      | 6-2, 7-6                |
| 18. | 13 de abril de 1987      | Tokio         | Dura          | Paul Annacone | Andrés Gómez Anders Järryd        | 6-3, 6-7, 6-3           |
| 19. | 21 de septiembre de 1987 | Los Ángeles   | Dura          | David Pate    | Brad Gilbert Tim Wilkison         | 6-3, 6-4                |
| 20. | 16 de noviembre de 1987  | Johannesburgo | Dura (i)      | David Pate    | Eric Korita Brad Pearce           | 6-4, 6-4                |
| 21. | 15 de febrero de 1988    | Memphis       | Dura (i)      | David Pate    | Peter Lundgren Mikael Pernfors    | 6-3, 7-5                |
| 22. | 31 de octubre de 1988    | Estocolmo     | Dura (i)      | Jim Grabb     | Paul Annacone John Fitzgerald     | 7-5, 7-5                |
| 23. | 14 de noviembre de 1988  | Johannesburgo | Dura (i)      | David Pate    | Gary Muller Tim Wilkison          | 7-6, 6-4                |
| 24. | 16 de octubre de 1989    | Tokio         | Moqueta       | David Pate    | Andrés Gómez Slobodan Živojinović | 4-6, 6-3, 7-6           |
| 25. | 11 de junio de 1990      | Queen's Club  | Hierba        | Jeremy Bates  | Henri Leconte Ivan Lendl          | 6-2, 7-6                |
| 26. | 20 de abril de 1992      | Seúl          | Dura          | Gary Muller   | Kelly Evernden Brad Pearce        | 7-6, 6-4                |

#### Finalista (27)
| N.º | Fecha                    | Torneo       | Superficie    | Pareja            | Oponentes en la final              | Resultado          |
| --- | ------------------------ | ------------ | ------------- | ----------------- | ---------------------------------- | ------------------ |
| 1.  | 3 de marzo de 1980       | Washington   | Moqueta       | Steve Denton      | Ferdi Taygan Brian Teacher         | 4-6, 6-3, 7-6      |
| 2.  | 28 de julio de 1980      | North Conway | Tierra batida | Steve Denton      | Jimmy Connors Brian Gottfried      | 7-6, 6-3           |
| 3.  | 9 de marzo de 1981       | Bruselas     | Moqueta       | Steve Denton      | Sandy Mayer Frew McMillan          | 4-6, 6-3, 6-3      |
| 4.  | 8 de junio de 1981       | Queen's Club | Hierba        | Steve Denton      | Pat Du Pré Brian Teacher           | 3-6, 7-6, 11-9     |
| 5.  | 6 de julio de 1981       | Newport      | Hierba        | Billy Martin      | Brad Drewett Erik Van Dillen       | 6-2, 6-4           |
| 6.  | 4 de enero de 1982       | Masters      | Moqueta       | Steve Denton      | Heinz Günthardt Balázs Taróczy     | 6-7, 6-3, 7-5, 6-4 |
| 7.  | 8 de marzo de 1982       | Múnich       | Moqueta       | Steve Denton      | Mark Edmondson Tomáš Šmíd          | 4-6, 7-5, 6-2      |
| 8.  | 15 de marzo de 1982      | Róterdam     | Moqueta       | Fritz Buehning    | Mark Edmondson Sherwood Stewart    | 7-5, 6-2           |
| 9.  | 18 de octubre de 1982    | Ámsterdam    | Moqueta       | Buster Mottram    | Fritz Buehning Tomáš Šmíd          | 4-6, 6-3, 6-0      |
| 10. | 2 de mayo de 1983        | Forest Hills | Tierra batida | Steve Denton      | Tracy Delatte Johan Kriek          | 6-7, 7-5, 6-3      |
| 11. | 6 de junio de 1983       | Queen's Club | Hierba        | Steve Denton      | Brian Gottfried Paul McNamee       | 6-4, 6-3           |
| 12. | 6 de febrero de 1984     | Richmond     | Moqueta       | Steve Denton      | John McEnroe Patrick McEnroe       | 7-6, 6-2           |
| 13. | 5 de marzo de 1984       | Bruselas     | Moqueta       | Steve Denton      | Tim Gullikson Tom Gullikson        | 6-4, 6-7, 7-6      |
| 14. | 19 de marzo de 1984      | Milán        | Moqueta       | Steve Denton      | Pavel Složil Tomáš Šmíd            | 6-4, 6-3           |
| 15. | 28 de enero de 1985      | Memphis      | Moqueta       | Steve Denton      | Pavel Složil Tomáš Šmíd            | 1-6, 6-3, 6-4      |
| 16. | 11 de marzo de 1985      | Bruselas     | Moqueta       | Wojtek Fibak      | Stefan Edberg Anders Järryd        | 6-3, 7-6           |
| 17. | 22 de febrero de 1988    | Filadelfia   | Moqueta       | Danie Visser      | Kelly Evernden Johan Kriek         | 7-6, 6-3           |
| 18. | 17 de octubre de 1988    | Vienna       | Moqueta       | Tomáš Šmíd        | Alex Antonitsch Balázs Taróczy     | 4-6, 6-3, 7-6      |
| 19. | 13 de marzo de 1989      | Indian Wells | Dura          | David Pate        | Boris Becker Jakob Hlasek          | 3-6, 6-3, 6-4      |
| 20. | 17 de abril de 1989      | Tokio        | Dura          | David Pate        | Ken Flach Robert Seguso            | 6-4, 6-4           |
| 21. | 23 de octubre de 1989    | Frankfurt    | Moqueta       | Eric Jelen        | Pieter Aldrich Danie Visser        | 7-6, 6-7, 6-3      |
| 22. | 6 de noviembre de 1989   | Wembley      | Moqueta       | Jeremy Bates      | Jakob Hlasek John McEnroe          | 6-1, 7-6           |
| 23. | 12 de febrero de 1990    | Toronto      | Moqueta       | Neil Broad        | Patrick Galbraith David Macpherson | 2-6, 6-4, 6-3      |
| 24. | 23 de abril de 1990      | Hong Kong    | Dura          | Joey Rive         | Pat Cash Wally Masur               | 6-3, 6-3           |
| 25. | 8 de octubre de 1990     | Berlín       | Moqueta       | Patrick Galbraith | Pieter Aldrich Danie Visser        | 7-6, 7-6           |
| 26. | 30 de septiembre de 1991 | Lyon         | Dura (i)      | Jeremy Bates      | Steve DeVries David Macpherson     | 7-6, 3-6, 6-3      |
| 27. | 10 de febrero de 1992    | Memphis      | Dura (i)      | Gary Muller       | Todd Woodbridge Mark Woodforde     | 7-5, 4-6, 7-6      |